# Tines de la Resclosa del Ventaiol
Les Tines de la Resclosa del Ventaiol és una obra del municipi del Pont de Vilomara i Rocafort (Bages) protegida com a bé cultural d'interès local.

## Descripció
La tina se situa al marge del camí que ressegueix la riera de Mura. Es tracta d'una sola tina de planta circular. La seva part inferior està construïda amb pedra i morter de calç i l'interior del dipòsit és recobert de rajoles de ceràmica envernissada lleugerament corbades. La part superior dels murs és feta amb pedra sense material d'unió, i s'hi localitzen l'entrada a la tina i dues finestres que donen al camí. L'entrada és de forma rectangular i coronada per una llinda. Sobre els murs s'estén el voladís fet amb pedres més planes. La coberta és feta amb el mètode d'aproximació de filades, sobre la qual s'estén una capa de pedruscall. La coberta ha perdut la llosa superior que feia de clau. El broc es troba al cantó oposat de l'entrada emmarcat per un requadre. El seu estat de conservació és força bo.